# Crassula tecta
Crassula tecta ist eine Pflanzenart aus der Familie der Dickblattgewächse (Crassulaceae). Das Artepitheton tecta stammt aus dem Lateinischen, bedeutet ‚bedeckt‘ und verweist auf die mit Papillen bedeckten Blätter.

## Beschreibung
Die zwergig wachsenden und kleine Büschel bildenden Pflanzen stehen einzeln oder sind nur wenig verzweigt. Sie werden 5 × 6 Zentimeter groß, wobei die Blätter in basalen Rosetten stehen. Sie besitzen eine faserige Wurzel und bilden kurze Trieben mit 5 Millimeter Durchmesser aus. Die eiförmigen bis eiförmig-lanzettlichen Blätter werden 10 bis 25 Millimeter lang und 3 bis 10 Millimeter breit. Alte Blätter sind ausdauernd und die Blattspreite ist eher flach ausgebildet. Die graugrüne Epidermis ist mit kurzen, steifen Wärzchen besetzt. Die Oberfläche ist flach bis nah an die Basis leicht konkav, die Unterseite konvex und zur Spitze hin stumpf.
Der Blütenstand besteht aus verlängerten und kugeligen Thyrsen. Der Blütenstandsstiel ist mit einzelnen Papillen besetzt und wird bis zu 12 Zentimeter lang. Die röhrenförmige Blütenkrone ist bis zu 5 Millimeter lang. Die länglich verkehrt lanzettlichen, weiß bis cremefarbenen Kronblätter sind an der Basis verwachsen und besitzen an der Spitze ein undeutliches, dorsales Anhängsel. Die Staubblätter sind gelb.

## Verbreitung und Systematik
Die sukkulente Art wächst in der südafrikanischen Provinz Westkap in der Sukkulenten-Karoo in Ebenen mit Quarzkieseln.
Die Erstbeschreibung erfolgte 1778 durch Carl Peter Thunberg.
Synonyme sind Purgosea tecta (Thunb.) G.Don (1834) und Crassula decipiens N.E.Br. (1903).

## Nachweise